# Equinococcosi
L'equinococcosi o hidatidosi és una helmintosi causada per cestodes del gènere Echinococcus, que afecta els éssers humans i altres mamífers, com ovelles, gossos, rosegadors i cavalls.

## Tipus
Existeixen tres formes diferents de l'equinococcosi en els humans, cadascuna d'elles causada per les larves de diferents espècies d'Echinococcus.
- Equinococcosi quística. També coneguda com equinococcosi unilocular. Es la forma més comuna en els humans. És causada per 'Echinococcus granulosus.
- Equinococcosi alveolar. També coneguda com a col·loide alveolar del fetge, malaltia hidatídica alveolar, alveolococcosi i equinococcosi multilocular. És causada per Echinococcus multilocularis.
- Equinococcosi poliquística. També coneguda com a malaltia hidatídica poliquística humana i equinococcosi neotropical, és causada per Echinococcus vogeli i, en molt rares ocasions, per Echinococcus oligarthrus.

L'equinococcosi alveolar i la poliquística rares vegades es diagnostiquen en els éssers humans i no són tan esteses com l'equinococcosi quística; l'equinococcosi poliquística és relativament nova en l'escena mèdica, però també té el potencial per convertir-se en una malaltia emergent en molts països. L'OMS inclou l'equinococcosi a la llista de les 20 Malalties tropicals desateses.